# Ардипитеки
Ардипитеки (лат. Ardipithecus) — род древних гоминид, живших на территории Афарской котловины в позднем миоцене и раннем плиоцене (около 6—4 млн лет назад).
Из-за сходства зубов с зубами австралопитека считается некоторыми исследователями древнейшим предком человека. Кроме того, в стопе ардипитека имеется добавочная малая берцовая кость (os peroneum), которая присутствует в стопе человека, но отсутствует в стопе других современных гоминидов. Иногда ардипитеков относят к ранним австралопитекам.

## Виды

Череп ардипитека (Ardipithecus ramidus). Название находки: Арамис ARA-VP-6/500. Место и время находки: Эфиопия, 1993 год. Рост: 1 м. Объём мозга: 300 см³. Возраст находки: 4,4 млн. лет. Время существования вида: 4,51 — 4.32 млн. лет назад.

До сих пор было описано только два вида: Ardipithecus ramidus и Ardipithecus kadabba. Последний вначале считали подвидом A. ramidus, но по форме зубов, недавно  обнаруженных в Эфиопии, определили как особый вид. Все останки найдены в Восточной Африке.

### Ardipithecus ramidus
Фрагменты скелета A. ramidus впервые были обнаружены в 1990-х годах. Их возраст был определён по залегающим выше и ниже вулканическим породам как 4,4 млн лет.
В 1992—1993 гг. экспедиция под руководством Тимоти Уайта нашла первые 17 фрагментов A. ramidus, включая верхние и нижние челюсти, зубы и кости рук. К 1994 г. останки составили около 45 % полного скелета. Особь-обладательницу найденного скелета исследователи назвали «Арди», что на афарском языке означает земля. Особенности костей ног указывают на прямохождение. Анализ тазобедренного сустава скелета Ardipithecus ramidus также показал, что ардипитеки были прямоходящими. Сравнение руки Арди с конечностями 53 видов других приматов показало, что у общего предка человека, шимпанзе и бонобо сохранялись подвешивающие адаптированные морфологии рук. То есть он мог длительное время проводить повисая на ветвях и находясь при этом в вертикальном положении.
Ардипитеки жили в тропических лесах, были способны к прямохождению (однако способны были и лазать по деревьям) и питались фруктами и орехами. Череп ардипитеков занимает промежуточное положение между шимпанзе и австралопитеками.

### Ardipithecus kadabba
Ardipithecus kadabba жил между 5,8 и 5,2 млн лет назад. Видовое наименование на афарском языке означает «общий предок семьи». Примитивное строение зубов сближает этот вид с сахелантропом и оррорином и служит отличительным признаком по отношению к более поздним гоминидам. До 2009 года предполагалось, что A. kadabba — самый ранний известный предок шимпанзе и людей, теперь же, после столь детального исследования Арди, время разделения линий шимпанзе и человека отодвинули к рубежу в 7 миллионов лет назад.

## Образ жизни
Судя по величине костей, по своим размерам ардипитеки были сопоставимы с шимпанзе. Структура большого пальца ног A. ramidus характерна для прямоходящих существ, хотя Ardipithecus обитал в пойме рек, а не в тенистых лесах или в саванне, где прямохождение могло быть эволюционным преимуществом. Недавно найденные в Эфиопии окаменелости скелета GWM67/P2 и других изолированных останков лодыжки и большого пальца стопы подтверждают бо́льшую адаптацию к двуногости в Ardipithecus ramidus, чем было признано ранее.

## Критика
- Хотя первые находки были сделаны ещё в 1992—1993 гг, большая их часть в специальной литературе была описана лишь в 2009 году (самый полный скелет — скелет ARA-VP-6/500 (Арди)).
- На стопе ардипитека большой палец как у шимпанзе находится чуть ли не под прямым углом к остальным пальцам, в отличие от человеческой стопы[15].